# Липит-Энлиль
Липит-Энлиль — царь Исина приблизительно в 1874—1869 годах до н. э. Сын Бур-Сина II.

## Биография
Артефактов от правления Липит-Энлиля не сохранилось. Его кратким властвованием закончился период относительной стабильности в истории царства Исин. Его преемником стал Эрра-имитти, происхождение которого неизвестно, так как шумерский царский список перестаёт включать эту информацию с данного момента. Также заметно отсутствие царских гимнов или хвалебных песен от правления Липит-Энлиля, равно как и от его преемника. Возможно, это связано с началом конфликта Исина с Ларсой, где в то время правил один из самых могущественных царей этого города Суму-Эль. Названия годов правления Липит-Энлиля, следующие за годом его восшествия на престол, несколько однообразно памятуют лишь щедрые подарки царя храму Энлиля.
Найдены 420 фрагментов документов архива храма Нинурты (Эшумеша, é-šu-me-ša2) в Ниппуре, датированных начиная с 1-го года Липит-Энлиля и до 28-го года из Рим-Сина, то есть на протяжении почти восьмидесяти лет. Эти глиняные таблички случайно сохранились, благодаря тому, что были использованы в качестве строительного наполнителя при сооружении стен храма Инанны в Парфянской период. Анализ документов показывает обогащение храма на фоне всё большего разорения населения.
Согласно Царскому списку и Списку царей Ура и Исина, Липит-Энлиль правил 5 лет.

## Список датировочных формул Липит-Эллиля
|                            | |
| 1 год 1874 / 1873 до н. э. | Год, когда Липит-Энлиль [стал] царём mu dli-pi2-it-den-lil2 lugal |
| a                          | Год, когда [Липит-Энлиль] сделал для храма Энлиля большую золотую корзину с ручками [названную] Энлиль-махам («Энлиль великолепен») mu den-lil2-mah-am3 pisan szu-gub-ba gal ku3-sig17 e2-den-lil2-la2-ra mu-na-dim2 |
| b                          | Год после года, когда [Липит-Энлиль] сделал для храма Энлиля большую золотую корзину с ручками [названную] Энлиль-махам mu us2-sa den-lil2-mah-am3 pisan szu-gub-ba gal ku3-sig17 e2-den-lil2-la2-ra mu-na-dim2      |
| c                          | Год, когда [Липит-Энлиль] сделал для Энлиля эмблему из золота [названную] Энлиль-адахани («Энлиль его помощник») mu den-lil2-a2-dah-a-ni szu-nir ku3-sig17 den-lil2-ra mu-na-dim2                                    |
| d                          | Год после года, когда [Липит-Энлиль] сделал для Энлиля эмблему из золота [названную] Энлиль-адахани mu us2-sa den-lil2-a2-dah-a-ni szu-nir ku3-sig17 den-lil2-ra mu-na-dim2                                          |

| I династия Исина           |                                                    |                       |
| Предшественник: Бур-Син II | царь Исина ок. 1874 — 1869 до н. э. (правил 5 лет) | Преемник: Эрра-имитти |